# Ksenija Rozman
Ksenija Rozman, slovenska umetnostna zgodovinarka, * 29. december 1935, Ljubljana, † februar 2024.
Rozmanova je leta 1959 diplomirala na Filozofski fakulteti v Ljubljani, kjer je 1965 tudi doktorirala. Strokovno se je izpolnjevala v Franciji in Italiji. Leta 1989 ji je Filozofska fakulteta dodelila naziv znanstvene svetnice, prejela pa je tudi Valvasorjevo nagrado za življenjsko delo za leto 1989. Nagrado Izidorja Cankarja je zavrnila iz osebnih razlogov.
Znanstveno delo Dr. Rozmanove obsega predvsem raziskovanje slikarstva poznega srednjega veka, ter slikarstvo 18. in 19. stoletja. Z razpravami o Fortunatu Bergantu in Jožefu Tomincu je dopolnila vedenje o teh mojstrih.
Rozmanova je objavljala v slovenskih, avstrijskih, italijanskih, angleških in ameriških strokovnih glasilih ter sodelovala pri raznih enciklopedijah. Bila je častna članica Slovenskega umetnostnozgodovinskega društva.